# Forteresse de Santo Antônio de Ratones

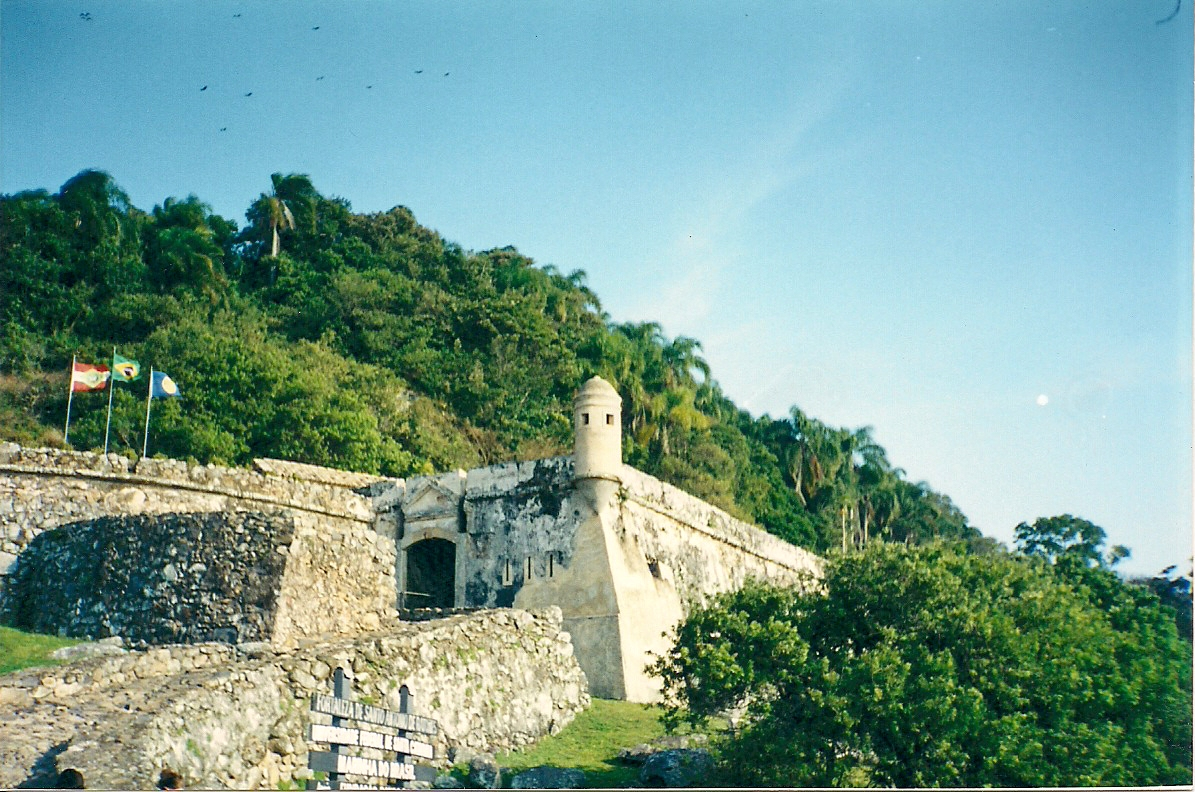
Forteresse de Santo Antônio de Ratones

La forteresse de Santo Antônio de Ratones se situe sur l'Île de Ratones Grande, dans la municipalité de Florianópolis, dans l'État de Santa Catarina, au Brésil.
Elle est érigée à l'entrée de la baie Nord, entre l'île de Santa Catarina et le continent.
Conçue et réalisée par le brigadier José da Silva Paes, premier gouverneur de la Capitainerie de Santa Catarina (1739-1745), elle constitue un vestige du système triangulaire de défense de l'entrée de la baie Nord, mis en place dans la première moitié du XVIIIe siècle. Ce système était constitué, outre cette forteresse, par les deux autres forteresses de São José da Ponta Grossa et Santa Cruz de Anhatomirim. Les travaux commencèrent en 1740.
Du milieu du XIXe siècle au début du XXe siècle, déjà à l'abandon, certains de ses bâtiments serviront de léproserie, accueillant les malades contagieux de la région.
Elle servit ensuite de dépôt de charbon pour la marine du Brésil.
À l'abandon complet et en ruine durant les années 1980, elle subit une campagne de restauration qui aboutit en 1991, sous la gestion de l'Université fédérale de Santa Catarina.